# جيمي ماكدونالد
جيمي ماكدونالد (بالإنجليزية: Jamie MacDonald)‏ (17 أبريل 1986 في المملكة المتحدة - ) هو لاعب كرة قدم بريطاني في مركز حراسة المرمى. شارك مع منتخب اسكتلندا تحت 21 سنة لكرة القدم. أما مع النوادي، فقد لعب مع كوين أوف ساوث ونادي فالكيرك ونادي كيلمارنوك وهارت أوف ميدلوثيان.

## وصلات خارجية
- جيمي ماكدونالد على موقع الاتحاد الإسكتلندي (الإنجليزية)
- جيمي ماكدونالد على موقع قاعدة بيانات كرة القدم.إي يو (الإنجليزية)
- جيمي ماكدونالد على موقع Soccerbase.com (لاعب) (الإنجليزية)
- جيمي ماكدونالد على موقع Soccerway.com (الإنجليزية)